# Prywatne Żeńskie Gimnazjum i Liceum Anny Jakubowskiej
Prywatne Żeńskie Gimnazjum i Liceum Anny Jakubowskiej – nieistniejąca już szkoła o profilu humanistycznym, przy pl. Trzech Krzyży 18 (Kamienica Pod Gryfami) w Warszawie. Szkoła została założona w 1918 r. przez Annę Jakubowską (1875-1948). 

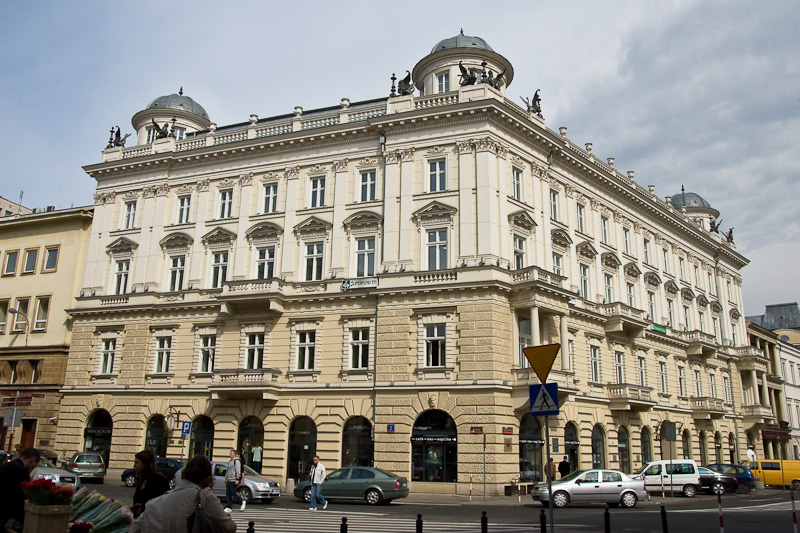
Kamienica Pod Gryfami

W szkole uczyły się dziewczęta z rodzin robotniczych i urzędniczych. Wiele uczennic korzystało z ulg w opłatach czesnego, zaledwie 2–3% uczennic opłacało pełne taksy. Mimo to Jakubowska ulepszała stale organizację i warunki nauczania. Mieszkając przy szkole zawsze była do dyspozycji młodzieży i rodziców. Sama układała plany nauczania, organizowała obchody, imprezy, korepetycje dla słabszych uczennic itd. 
W czasie okupacji hitlerowskiej Niemcy przenieśli szkołę w Aleje Jerozolimskie, później na ulicę Chłodną, gdzie w czasie powstania została doszczętnie spalona. Nauczanie tajne w zakresie gimnazjalnym i licealnym odbywało się przez cały czas okupacji.  
Jednym z nauczycieli był w latach 1919-1923 historyk, profesor Uniwersytetu Warszawskiego, Janusz Woliński (1894-1970).
Absolwentkami tej szkoły były m.in. Irena Chmielewska – polska biochemiczka, profesor Uniwersytetu Warszawskiego, Helena z Latkowskich Rudzińska (matura 1931 r.) – publicystka, nauczycielka, uczestniczka powstania warszawskiego, Janina Raabe-Wąsowiczowa – nauczycielka i działaczka społeczna, członek Biura Rady Pomocy Żydom przy Delegaturze Rządu na Kraj, Alina Rossman – członek tajnej Organizacji Polskiej, przywódczyni konspiracyjnej organizacji Wiara i Wola.

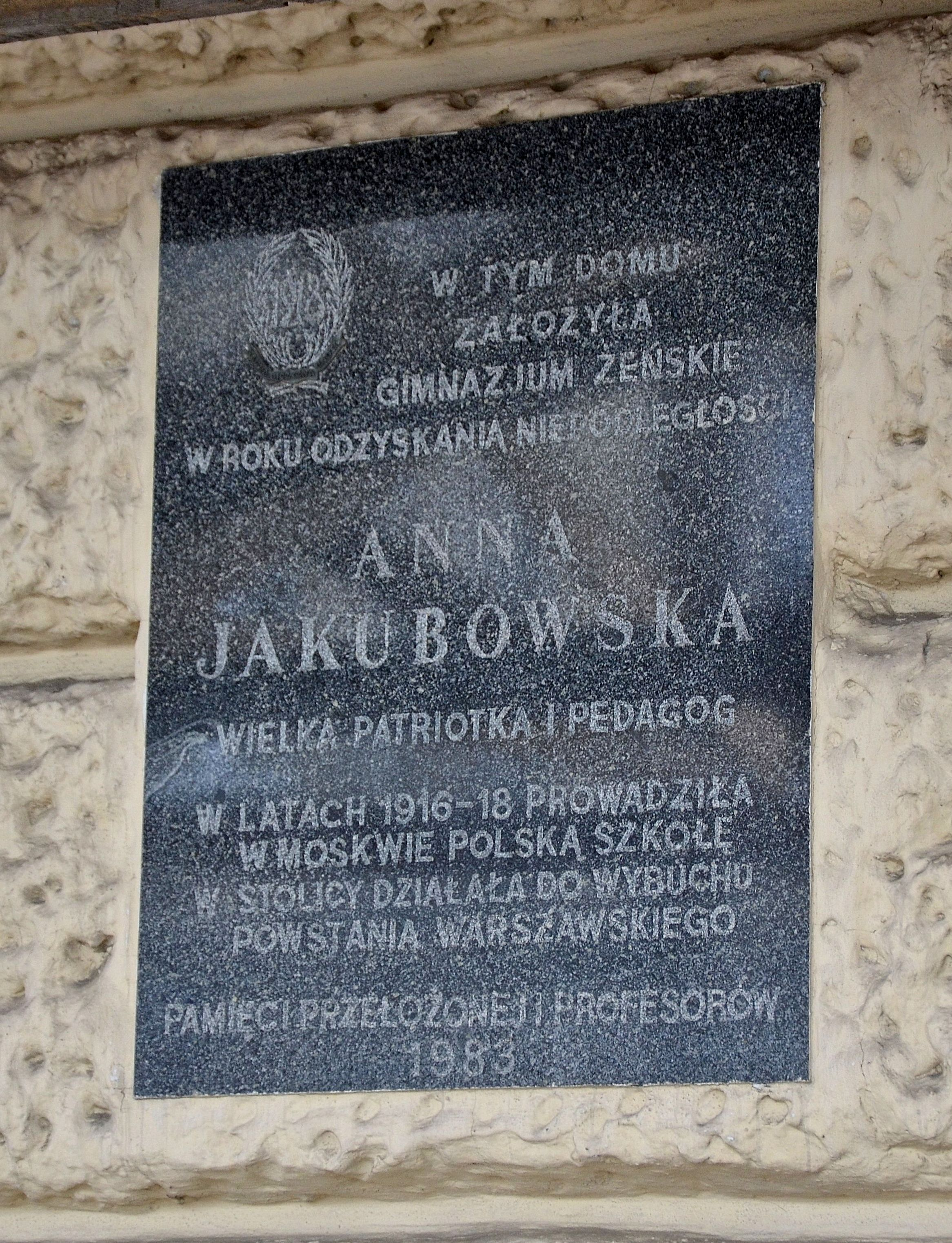
Tablica pamiątkowa

Tuż przed wrześniem 1939 r. szkoła liczyła ponad 330 uczennic, osiem klas gimnazjalnych i dwie licealne. Przez 5 lat okupacji wydano 79 matur. Szkoła prowadziła także tajne nauczanie kompletowe w ramach szkoły zawodowej.
W 1926 r. szkoła Anny Jakubowskiej – jak inne szkoły polskie – dołączyła do powszechnej akcji wyrażenia przyjaźni i uznania dla Stanów Zjednoczonych z okazji 150. rocznicy uzyskania niepodległości. Ta deklaracja, bogato ilustrowana przez wybitnych grafików, zawierająca podpisy przedstawicieli wszystkich grup polskiego społeczeństwa w tym ponad pięciu mln uczniów, została przekazana do Waszyngtonu na ręce prezydenta Calvina Coolidge'a. Na karcie przygotowanej przez szkołę Anny Jakubowskiej znajdują się podpisy kadry nauczycielskiej i wszystkich uczennic.
W 1983 r. na frontowej ścianie kamienicy, od strony ul. Brackiej, wmurowano tablicę upamiętniającą Annę Jakubowską i utworzoną przez nią szkołę.